# Mate Ghvinianidze
Mate Ghwinianidse (*Tiflis, Georgia, 10 de diciembre de 1986), futbolista georgiano. Juega de defensa y su actual equipo es el FC Sevastopol de la Liga Premier de Ucrania.

## Selección nacional
Ha sido internacional con la Selección de fútbol de Georgia, ha jugado 7 partidos internacionales.

## Clubes
| Club                | País     | Año       |
| ------------------- | -------- | --------- |
| FC Norchi Dinamoeli | Georgia  | 2003-2004 |
| FC Lokomotiv Moscú  | Rusia    | 2005      |
| TSV 1860 Múnich     | Alemania | 2006-2010 |
| PFC Sevastopol      | Ucrania  | 2011-2014 |